# Lindenberg (Braunschweig)
Lindenberg ist ein Stadtteil im Südosten Braunschweigs. Er liegt im Bezirk 213 – Südstadt-Rautheim-Mascherode.

## Geographie
Lindenberg liegt am südöstlichen Stadtrand und hat ihr in sich abgeschlossenes Kerngebiet westlich des Möncheweges. Sie wird durch zahlreiche Kleingartenvereine und den Golfplatz nahe dem Städtischen Klinikum Salzdahlumer Straße begrenzt.
Nachbarorte Lindenbergs sind im Süden die Südstadt, im Osten Rautheim und im Norden die Kernstadt Braunschweigs
Ortsteile
- Lindenbergsiedlung bzw. Lindenberg-West
- Roseliesviertel
- Elmaussicht

## Geschichte

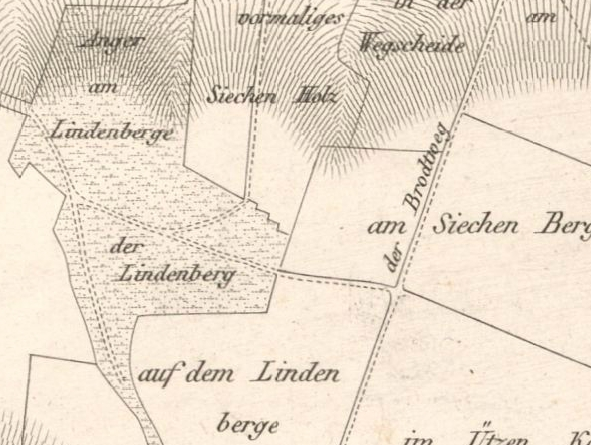
Der Bereich Lindenbergs 1835 mit den namensgebenden Flurnamen

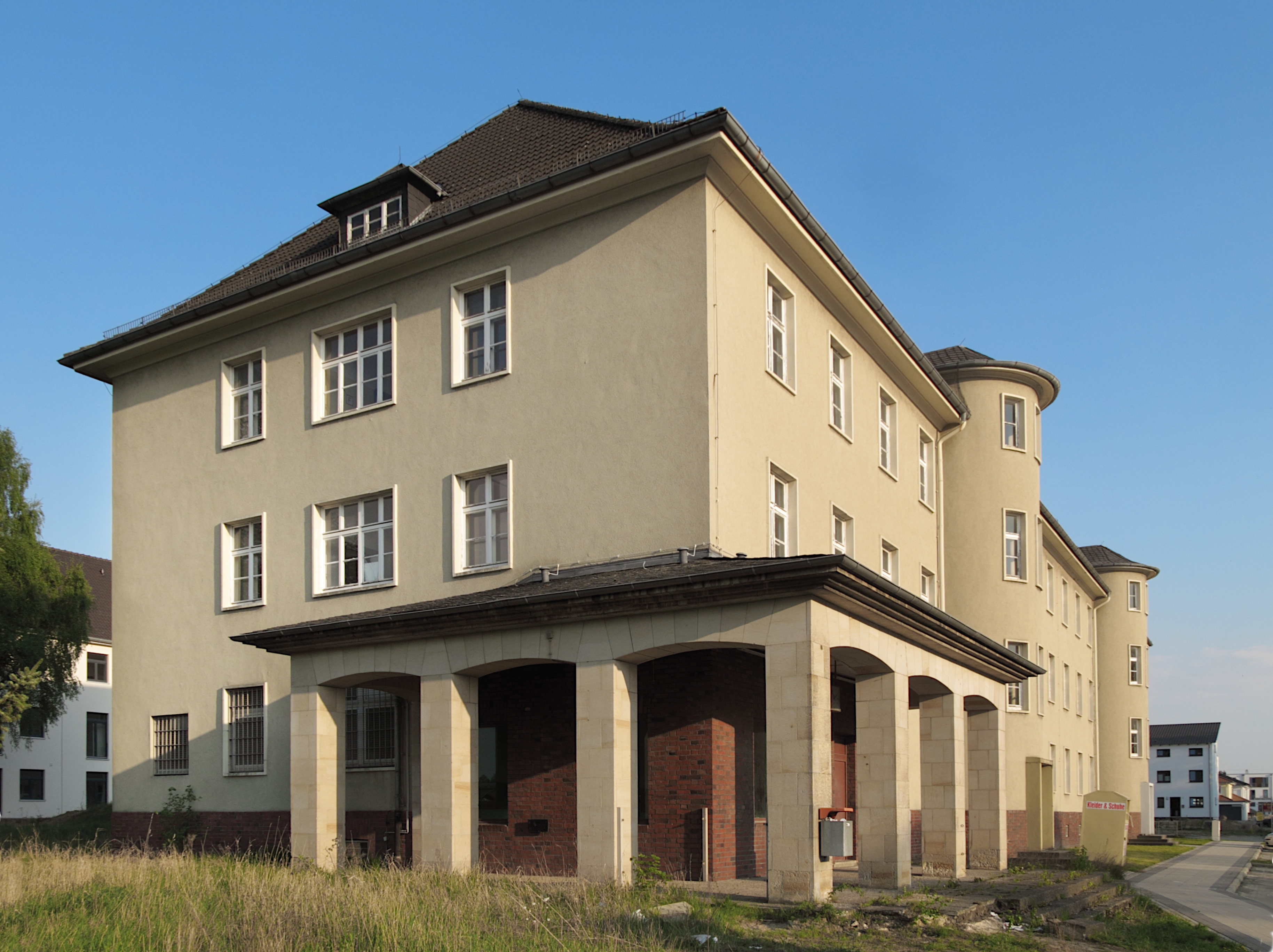
Gebäude der ehem. Roselieskaserne

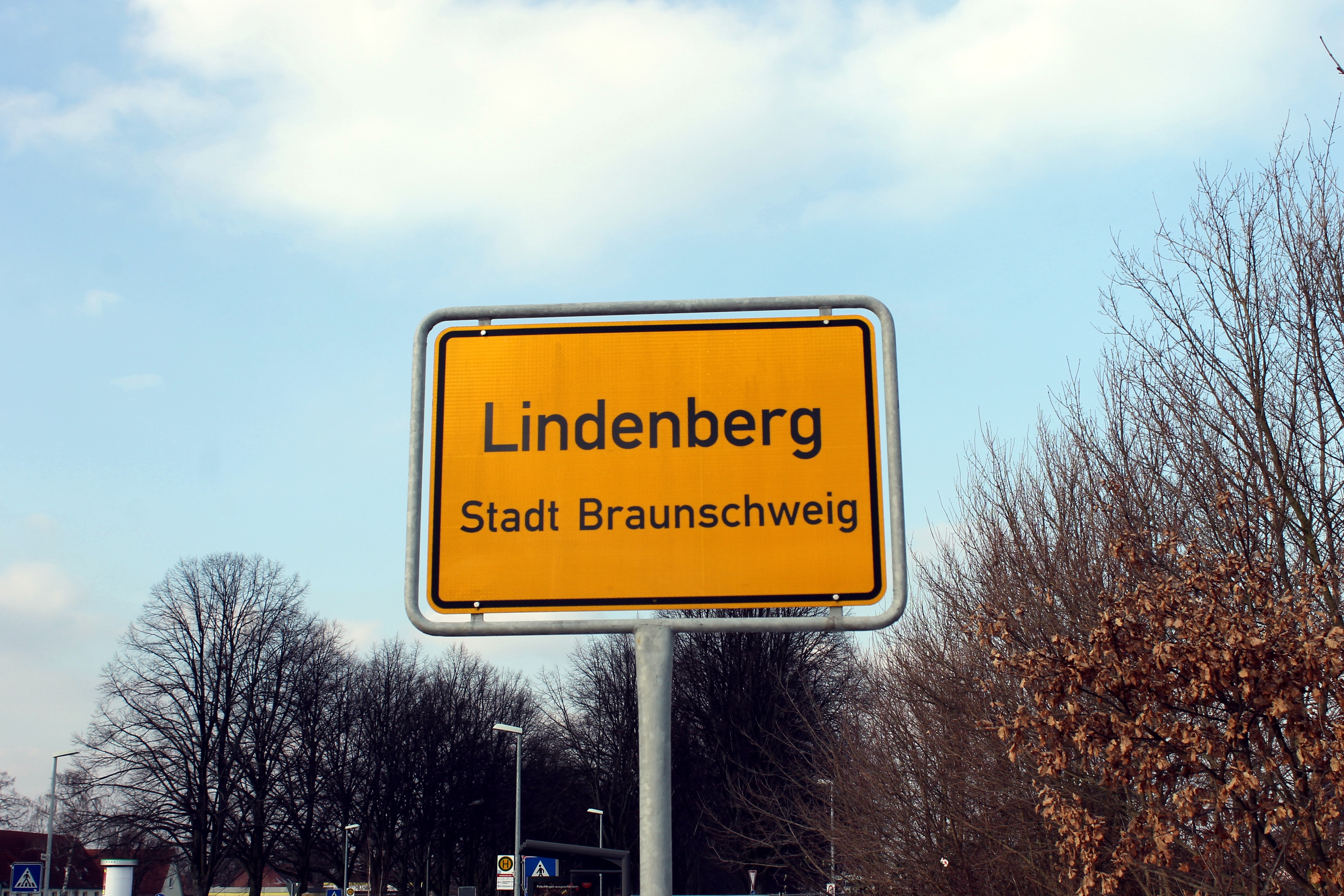
Ortstafel Lindenbergs

In den Jahren nach 1935 wurden östlich des Möncheweges mehrere große Kasernenanlagen errichtet und nordwestlich der Ortschaft Rautheim ein großer Verschiebebahnhof angelegt. Für die Militärangehörigen, die Beschäftigten der Reichsbahn und deren Familien sollte hier neuer Wohnraum unweit von ihren Arbeitsplätzen geschaffen werden. Daraus entstand die „Lindenbergsiedlung“. Dafür wurden Rautheimer Bauern nach dem neu geschaffenen Reichsenteignungsgesetz zwangsenteignet. 1938 wurde mit dem Bau der ersten Häuser begonnen. Für die Namensgebung der Straßen in der neuen Siedlung wurden führende Militärpersonen genutzt. Im Sommer 1941 konnten die ersten Häuser bezogen werden. Der Möncheweg als wichtigste Zufahrtsstraße erhielt erst gegen Ende des Krieges eine Asphaltdecke.
Am 31. März 1945 wurden Fliegerbomben auf die Siedlung abgeworfen. Bei diesem Angriff kamen 17 Anwohner ums Leben und acht Häuser wurden zerstört. Nach Kriegsende wurden die Straßen nach bedeutenden Naturwissenschaftlern umbenannt. In den Folgejahren wurden zumeist Mehrfamilienhäuser, aber auch erste Eigenheime errichtet. Dadurch stieg die Zahl der Einwohner zeitweise auf über 4000 an.
Im Jahr 1952 wurde in der Bunsenstraße eine Grundschule gebaut, 1957 der Busbetriebshof an der Lindenbergallee. Am 28. Juli 1957 fand die Grundsteinlegung der ev.-luth. Martin-Chemnitz-Kirche am Möncheweg statt und am 18. Januar 1959 wurde die Kirche eingeweiht. Es entstanden auch ein Gemeinde- und Pfarrhaus und eine Kindertagesstätte.
Seit den 2000er Jahren hat der Bereich der Lindenbergsiedlung den amtlichen Status eines Stadtteils mit dem Namen Lindenberg. Somit ist Lindenberg der 37. Stadtteil Braunschweigs. Im März 2010 wurde östlich von Lindenberg das Wohngebiet Roselies-Kaserne angelegt, die Straßen des Neubaugebiets wurden ebenfalls nach Wissenschaftlern benannt.

## Infrastruktur
Bildung
- 2 Kindertagesstätten
- 1 Kinderkrippe
- 1 Kinderhaus (Tagesmütterzusammenschluss)
- 1 Grundschule (Grundschule Lindenbergsiedlung)
- Hans-Würz-Schule Förderschule für körperliche und Motorische Entwicklung (Schule Lindenbergsiedlung)
- DRK Schulkindbetreuung (Schule Lindenbergsiedlung)

Kirchen
- 1 ev.-luth. Kirchengemeinde: 1947 als dritter Bezirk von St. Johannis BS, seit 1951 selbständige Kirchengemeinde Martin Chemnitz

Vereine
- Bürgergemeinschaft Lindenberg / Elmaussicht
- SV Lindenberg v. 1949 e. V.
- TTC Grün Gelb
- Schützengruppe Lindenberg
- Siedlergemeinschaft Lindenberg / Rautheim
- Siedlergemeinschaft Elmaussicht / Mastbruchsiedlung
- Reservistenkameradschaft Heimatschutzbataillon 18
- Kleingartenvereine Lindenberg 1 bis 5, 1. Braunschweiger Schrebergarten Verein

## Wappen
Das Wappen ist durch ein weißes Schriftbanner diagonal geteilt und zeigt in der oberen Hälfte den Braunschweiger Burglöwen auf einem Sockel als Umrisszeichnung im roten Feld und einen ebenso stilisierten Baum in einem grünen Feld.
Im Schriftbanner steht von unten nach oben in Großbuchstaben zunächst „Braunschweig“ und durch eine liegende Raute getrennt dahinter doppelreihig „Lindenberg“ und darunter „Elmaussicht“, da diese beiden Siedlungen sich das Wappen teilen.
Der Löwe steht für die Zugehörigkeit zur Stadt Braunschweig (mit den Farben Rot-Weiß) und der Baum für einen Teil des Namens der Lindenbergsiedlung und der Siedlung Mastbruch-Elmaussicht, die auf den nahegelegenen Höhenzug Elm hindeutet.